# Kỷ Nectaris

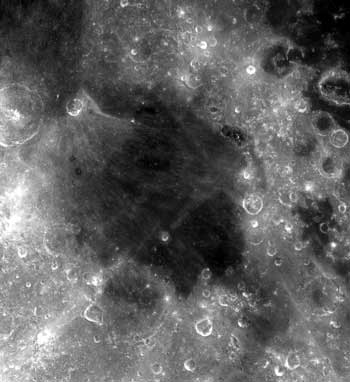
Lòng chảo Nectaris

Kỷ Nectaris là một giai đoạn trong niên đại địa chất Mặt Trăng diễn ra từ khoảng 3.920 triệu năm tới 3.850 triệu năm trước. Nó là một trong những thời kỳ mà lòng chảo Nectaris và các lòng chảo chính khác đã được hình thành do các sự kiện va chạm lớn. Các sản phẩm phun trào thuộc thời kỳ Nectaris tạo thành các phần phía trên của địa hình miệng núi lửa dày dặc được tìm thấy trên các vùng cao nguyên của Mặt Trăng.

## Quan hệ với niên đại địa chất Trái Đất
Do có rất ít hoặc không có chứng cứ địa chất trên Trái Đất nào tồn tại trong thời gian tương ứng với kỷ Nectaris của Mặt Trăng, nên kỷ Nectaris đã được sử dụng trong ít nhất là một công trình khoa học đáng chú ý như là một đơn vị phân chia không chính thức của liên đại Hỏa Thành trên Trái Đất.